# Церковный регион Аугсбург
Церковный регион Аугсбурга и Швабии (нем. Kirchenkreis Augsburg und Schwaben), сокращённо Церковный регион Аугсбург или церковный регион — один из шести церковных регионов Евангелическо-лютеранской церкви Баварии.
Регион возглавляет региональный епископ.

## История

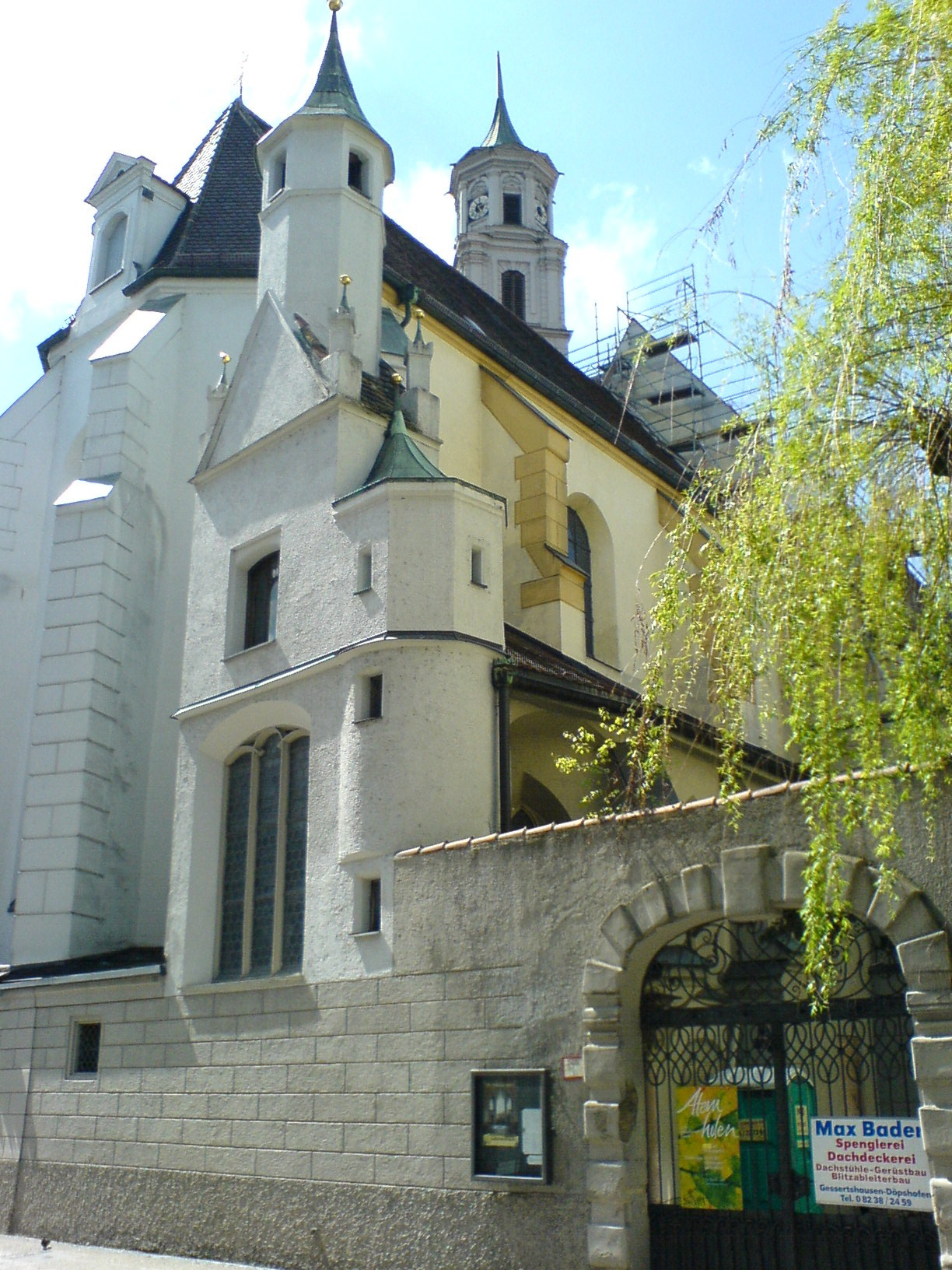
Лютеранская церковь святой Анны (Аугсбург)

Церковный регион Аугсбурга и Швабии был образован только лишь в 1971 году и является самым молодым из всех шести баварских церковных регионов. Тем не менее протестанты здесь появились ещё в начале 16-го века. Ранее всего в свободных имперских городах Аугсбург, Кауфбойрен, Кемптен, Линдау, Мемминген и Нёрдлинген, в районах вокруг Меммингена, Ной-Ульма и природного региона Нёрдлингенский Рис, а также в изолированных пределах имперских рыцарей, бывших вассалов императора Священной Римской империи. Многие протестантские приходы были организованы в процессе индустриализации, основанной на железнодорожном строительстве на рубеже 20-го века. Изгнанники (нем. Heimatvertriebene) — многие из них евангельской деноминации — после Второй мировой войны также создавали свои протестантские церкви. В связи с этими историческими событиями в настоящее время в баварской Швабии изобилие разнообразных конфессиональных движений. На юге, особенно в районе Алльгой (нем. Allgäu), протестанты проживают в преимущественно традиционной католической среде, в отличие от Риса, где очень много деревень только с протестантскими жителями.
Первым региональным епископом в 1971 году стал Уолтер Руппрехт. С 2009 года Церковный регион Аугсбург возглавляет региональный епископ Михаэль Грабов.

## Организационная структура
Церковный регион Аугсбурга и Швабии территориально располагается в административном округе Швабия федеральной земли Бавария.
Офис церковного региона расположен в городе Аугсбург:
- 86150 Аугсбург, Фуггерштрассе, 11 (нем. Fuggerstrasse 11, 86150 Augsburg, Kirchenkreis Augsburg und Schwaben).

Церковный регион не имеет статуса юридического лица.

### Церковно-административное деление
В церковном регионе Аугсбург проживают почти 300 тысяч евангельских христиан, которых обслуживают 150 приходов Евангелическо-лютеранской церкви Баварии, расположенных в семи деканатах:
- Евангелическо-лютеранский деканат Аугсбург (нем. Augsburg)[6];
- Евангелическо-лютеранский деканат Донаувёрт (нем. Donauwörth)[7];
- Евангелическо-лютеранский деканат Кемптен (нем. Kempten)[8];
- Евангелическо-лютеранский деканат Мемминген (нем. Memmingen)[9];
- Евангелическо-лютеранский деканат Нёрдлинген (нем. Nördlingen)[10];
- Евангелическо-лютеранский деканат Ной-Ульм (нем. Neu-Ulm)[11];
- Евангелическо-лютеранский деканат Эттинген (нем. Oettingen)[12].

### Высший церковный совет
Местом пребывания Высшего совета церкви  (нем.) церковного региона является Аугсбург.
| Имя                     | Срок пребывания |
| ----------------------- | --------------- |
| Вальтер Руппрехт (нем.) | 1971—1983       |
| Йоханнес Мерц (нем.)    | 1983—1996       |
| Эрнст Эффнер (нем.)     | 1996—2009       |
| Михаэль Грабов (нем.)   | 2009-           |

⇑

## Прочая информация
Важную роль в церковной жизни церковного региона Аугсбург играют приезжие паломники и отдыхающие. Во многих частях церковного региона есть места поклонения, а также проводятся всевозможные мероприятия для многочисленных туристов и гостей в туристических центрах.